# Knihovna Matěje Mikšíčka
Knihovna Matěje Mikšíčka je příspěvková organizace se sídlem v Dačicích (s dřívějším názvem Městská knihovna Dačice, nový název vznikl u příležitosti 125. výročí založení). Zřízena byla za účelem poskytování veřejných knihovnických a informačních služeb, k uspokojování kulturních a informačních potřeb a k všestrannému napomáhání všem formám vzdělávání občanů při zachování rovných podmínek pro všechny.
Knihovnu zřizuje Město Dačice. Knihovna Matěje Mikšíčka je podle knihovního zákona (č. 257/2001 Sb.) základní knihovnou s univerzálním knihovním fondem. Zajišťuje regionální funkce ve vymezeném regionu, je pověřenou knihovnou podle §2 odst h) knihovního zákona. Součástí knihovny je pět poboček v místních částech: Bílkov, Dolní Němčice, Chlumec, Malý a Velký Pěčín. Nabízejí vedle klasického půjčování knih a časopisů i přístup na internet.

## Historie čtenářských a knihovních spolků v Dačicích

### Čtenářský spolek Dyje
Prvním spolkem, jehož účelem bylo: "čtení, deklamace žertovné, vyjma ty, které by v obor politický neb náboženský sahaly, hovor, společenské zábavy a cvičení ve zpěvu" vznikl v Dačicích v roce 1868. O jeho založení se velkou měrou přičinil P. Eduard Höcksmann, farář v Matějovci, který soustředil do spolku inteligentní a vzdělané občany z města i okolí. Předsedou se stal Josef Příhoda st, knihovníkem J. Příhoda ml. Ve stanovách čtenářského spolku jsou další zakládající členové: J. Renelt, F. Pořiska, A. J. Hájek, A. Fišer, M. Uhlíř a M. Stöger. Spolek se skládal z členů (údů) zakládajících, čestných a přispívajících. Zakládajícím členem byl každý, kdo při vstoupení do spolku jednou provždy aspoň 5 zlatých složil a k tomu 6 zlatých ročně přispíval. Čestným členem se mohl stát příznivec, který se zasloužil o rozkvět spolku peněžitými či jinými dary a konečně přispívajícím byl ten, kdo ročně složil 6 zlatých nejednou nebo ve splátkách. Záležitosti spolku řídila valná hromada a výbor (předseda a 8 členů volených na 1 rok), o každém jejich jednání se měl sepsat zápis. Za pečeť spolku slouží: Čtenářský spolek Dyje v Dačicích. Spolek měl svůj prapor, kterého užíval při veřejných vystoupení. Podle Památné knihy města Dačic byly "z čtenářského spolku půjčovány knihy a časopisy lidu venkovskému do celého širého okolí". Spolek umožňoval zájemcům o četbu přístup ke knihám a časopisům takovým způsobem, že fungoval de facto jako předchůdce veřejné knihovny v Dačicích. Citace ze stanov spolku: "Všickni údové bez rozdílu mohou osoby cizé co hosty do místností spolkových přivésti, kdež výhody spolku bezplatně používat mohou". Čtenářský spolek Dyje byl prvním českým kulturním spolkem ve městě vůbec a na jeho činnost navázal r. 1884 vzdělávací, zábavní a ochotnický spolek Tyl. V okresním archivu v Jindřichově Hradci jsou uloženy 2 účetní knihy spolku vztahující se k létům 1868–1892.

### Knihovní a muzejní spolek
První valná hromada Spolku pro zakládání knihoven pro lid ve městě Dačicích a okolí se konala 23. února 1896. V roce 1898 došlo ke sloučení knihovního spolku se správou muzea. Stanovy schválili členové spolku 21. srpna roku 1898. Předsedou byl zvolen ředitel školy Karel Kamenář, místopředsedou starosta města Josef Příhoda, jednatelem knihovním K. Prokop, vrchním knihovníkem Antonín Kesner. Účelem Knihovního a muzejního spolku bylo „zakládati knihovny v Dačicích a okolních obcích, v obvodu soudního okresu dačického a jemnického ležících, vzdělávati lid městský i venkovský dobrou četbou. Vychovávati lid a utvrditi jej v mravních zásadách poskytováním řádné četby. Buditi zájem lidu pro četbu pořádáním přiměřených přednášek v obvodu činnosti spolku. Spravovati a rozšiřovati městské museum v Dačicích.“
Podle výroční zprávy z roku 1903 založil Spolek za necelých 7 let svého působení v soudním okresu dačickém a jemnickém 22 veřejných knihoven. Např. 1896 - Valtínov, 1897 – Peč, Bílkov, Dolní Radíkov, 1898 – Řečice, Hříšice, Markvarec, 1899 – N. Dvory, N. Sady, Báňovice a Lipolec, 1900 – Brandlín, 1901 – Radlice atd. Akademický spolek v Telči založil roku 1898 knihovnu ve Starém Hobzí, ale protože to pro ně bylo daleko, požádali dačický spolek, aby ji převzal do správy. Otevření knihovny na vesnici bylo obvykle spojeno s nějakým programem, nejčastěji přednáškou. Například v Markvarci se otevíralo v hostinci p. Novotného, přičemž jednatel spolku přednesl téma "Jak čtení vzdělává". Po přečtení byly knížky vyměněny za nové, nejčastěji v dřevěné bedýnce, k tomuto účelu určené.

## Historie veřejné knihovny

### Počátky – veřejná knihovna a čítárna
Na valné hromadě Měšťanské besedy v Dačicích 11. listopadu 1893 podal Bedřich Kancnýř návrh na zřízení veřejné knihovny pro lid v Dačicích. U jejího zrodu byli učitel Antonín Kessner, knihtiskař Antonín Kasalý, ředitel měšťanské školy Karel Kamenář a c. k. okr. sudí Bedřich Kancnýř. Z besední knihovny bylo vybráno 250 svazků a od 1. února 1894 se začalo každou neděli od jedné do dvou hodin odpoledne půjčovat v Měšťanské besedě. V létě 1894 se knihovna přestěhovala na radnici.
Zřízení veřejné čítárny prosazoval rovněž Bedřich Kancnýř, věnoval 11 časopisů a Slovník naučný. Knihtiskař Antonín Kasalý se nabídl, že k půjčování věnuje všechny časopisy, které dostává výměnou. Valná hromada 27. února 1898 rozhodla o tom, že bude potřeba jít od domu k domu a získávat tak pro čítárnu časopisy i příspěvky peněžní. Čítárna byla otevřena 13. března 1899 v budově městského pivovaru a byla otevřená každou neděli (14 – 19 hodin) a středu (19 – 21 hodin). Zpočátku nebyla příliš navštěvována, ale postupně se návštěva zlepšovala (v únoru roku 1899 si pochvaluje jednatel spolku, že v neděli odpoledne ji navštíví běžně 50 i více čtenářů).

### 20. století – stěhování, okresní, městská a středisková knihovna
V roce 1940 sestavil městský knihovník Augustin Křížek seznam knih knihovny, který vydala knihovní rada města Dačic a byl distribuován do domácností ve městě. Do seznamu byly knihy vybrány tak, aby každý čtenář našel pro sebe vhodnou a prospěšnou četbu. V předmluvě uvádí, že Městská veřejná knihovna v Dačicích vznikla splynutím několika menších knihoven ve městě v roce 1895 (?). Kvůli nepochopení u představených města, malý zájem občanů o četbu a nevhodné umístění se vyvíjela zpočátku velmi pomalu. V letech 1939–1940 získala zásluhou starosty Josefa Codra a městské a knihovní rady samostatnou místnost na nové radnici, byla vybavena novým knihovnickým nábytkem i novými knihami. V knihovně se půjčovalo v neděli od 9 do půl 12 a ve čtvrtek od 16 do 18 hodin. Augustin Křížek se staral o knihovnu do roku 1945, po něm se stal knihovníkem pan učitel Bohumil Macků. O rok později se knihovna i čítárna přestěhovaly z budovy starého zámku do bývalého výčepu městského pivovaru na Palackého náměstí. Prvním profesionální knihovníkem, pro nějž bylo knihovnictví povoláním i zaměstnáním byla v Dačicích paní Růžena Alscherová, za jejíhož působení se knihovna přestěhovala od "Švábů" na Havlíčkově náměstí do 1. patra západního křídla státního zámku. S paní Alscherovou pracovala paní Anežka Zemanová.
Do roku 1960 fungovala dačická knihovna jako okresní lidová knihovna: měla metodické oddělení (paní Naděje Jahelková), které se staralo o budování výměnných fondů a vesnické knihovny, v této době jich bylo víc než 100, od Dešné po Studensko.Se změnou správního uspořádání státu v roce 1960 ztratila knihovna svoji okresní funkci a dál fungovala jako městská lidová knihovna. Knihovna připravovala vedle klasických služeb i řadu akcí: Den knihy, hrálo se divadlo, Dačice navštívila řada českých spisovatelů. V letech 1967–1968 knihovna ověřovala a realizovala pilotní projekt střediskového systému, jehož jádrem bylo sdružování finančních prostředků na nákup literatury pro malé vesnické knihovny a jejich kolování ve výměnných souborech. Knihovna několikrát obhájila titul Vzorná lidová knihovna, za socialismu nejvyšší možné ocenění pro veřejnou knihovnu. V roce 1983 se knihovna významnou měrou podílela na oslavách 800 let města. V letech 1968–1988 byla ředitelkou knihovny paní Naděje Jahelková, v letech 1988–1989 byl ředitelem knihovny Mgr. Jaroslav Kaláb, od roku 1989 je vedením knihovny pověřena Mgr. Zdeňka Chadimová. Od roku 2022 je ředitelkou Bc. Veronika Kvapilová.
V roce 1989 byla v trámových konstrukcích nového zámku objevena dřevomorka domácí a knihovnu čekalo další stěhování. Ve dvou místnostech na Havlíčkově náměstí čp. 98 přežívala s malou částí fondu do roku 1992. Tehdy rozhodla městská rada v čele se starostou Ing. J. Jelínkem o tom, že knihovna dostala do správy budovu v Pantočkově ulici čp. 89 (ulice má jméno podle významného dačického stavitele varhan z 18. století Václavu Pantočkovi). Po nejnutnějších úpravách domu se v neděli 2. 2. 1992 knihovna otevřela pro veřejnost.

## Fotogalerie

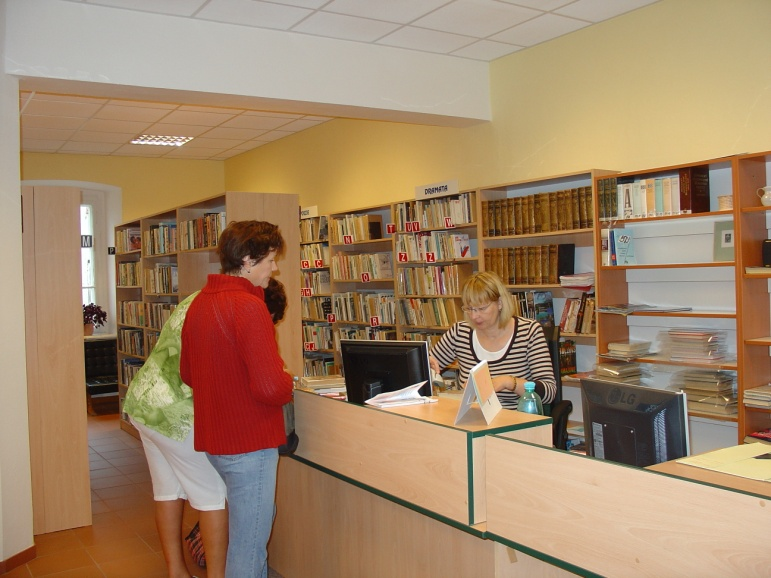
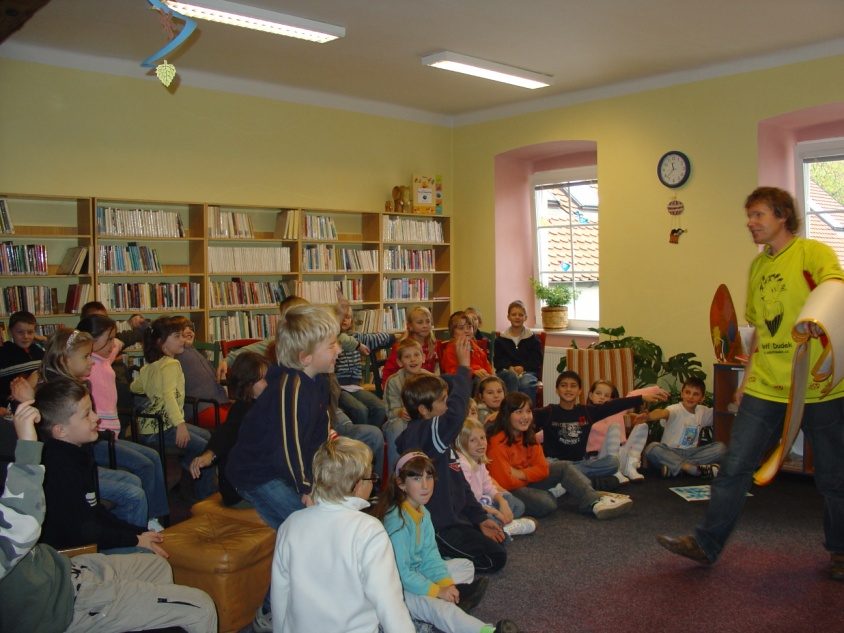
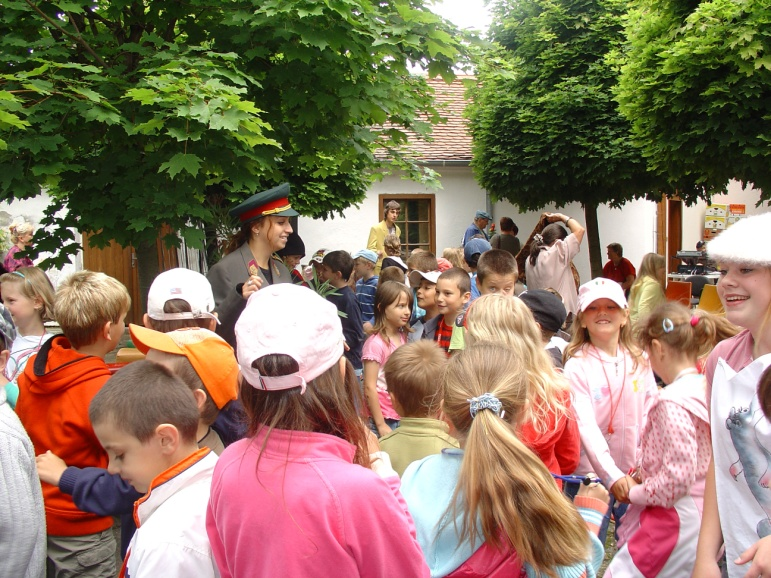
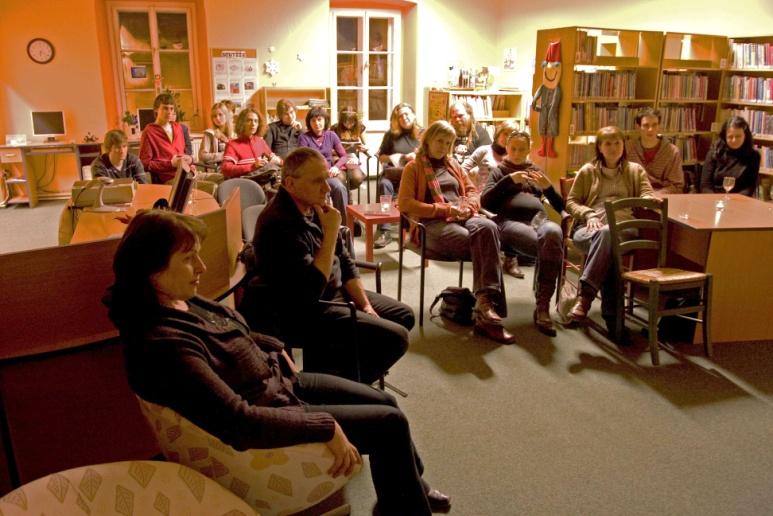
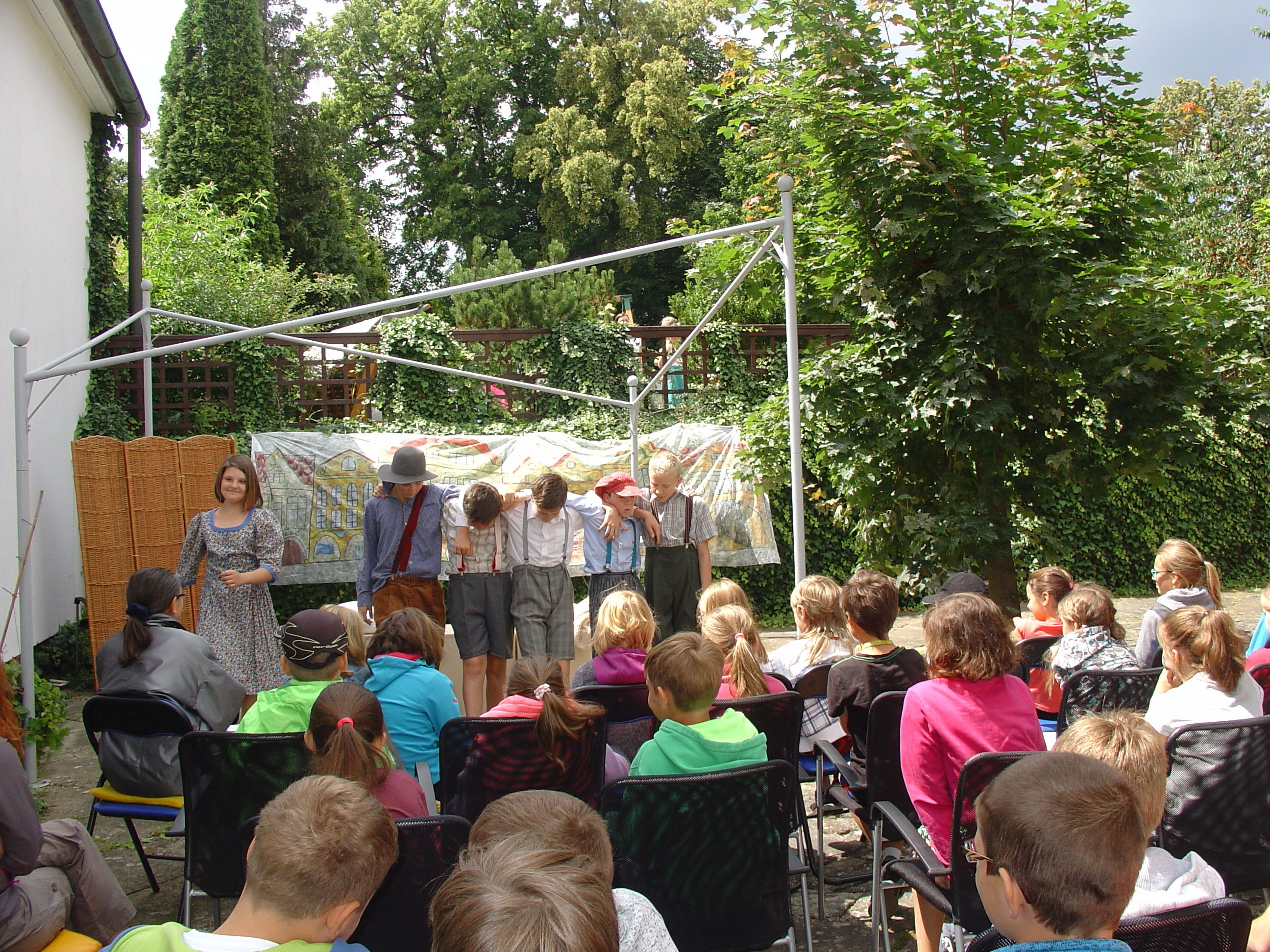
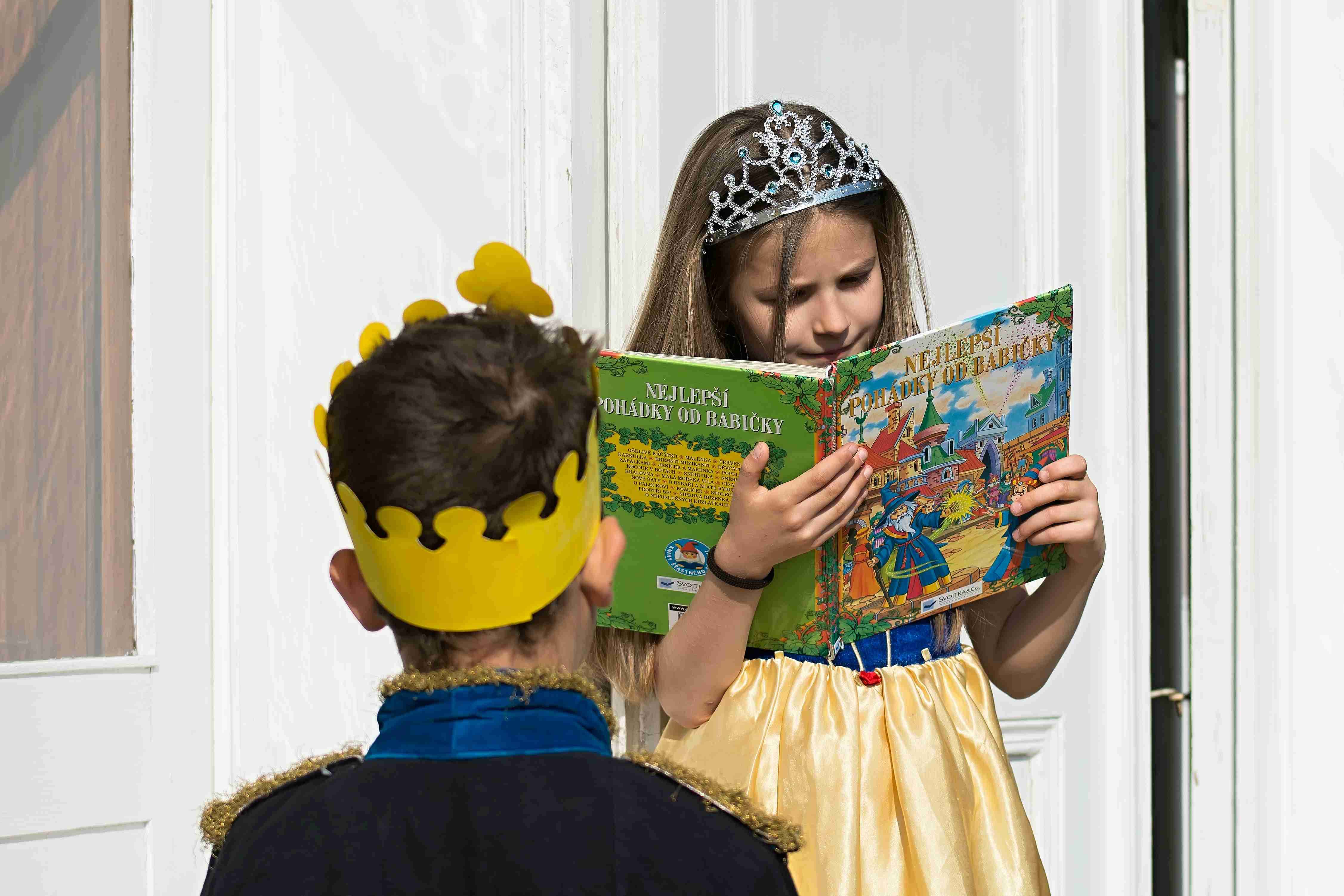
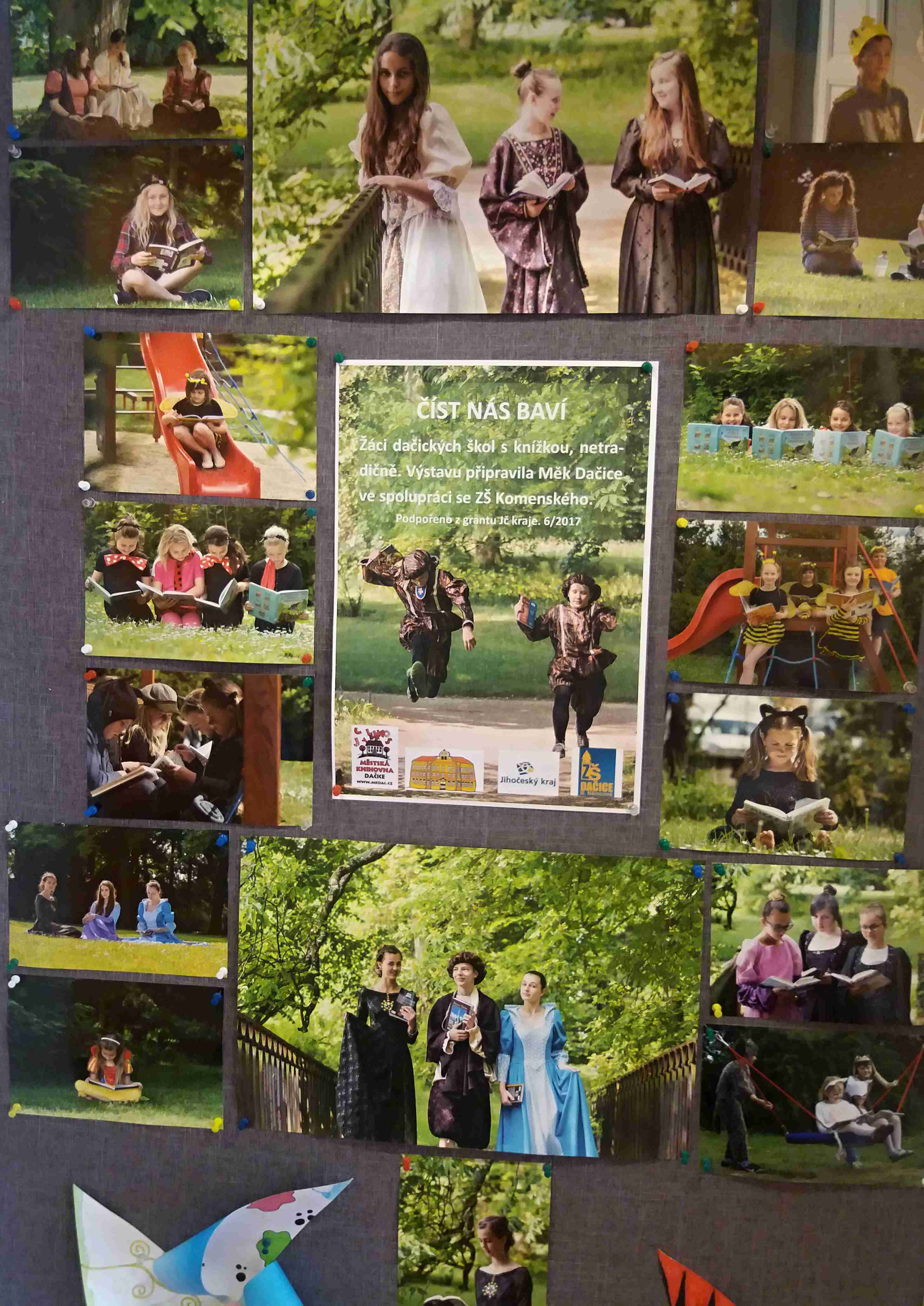
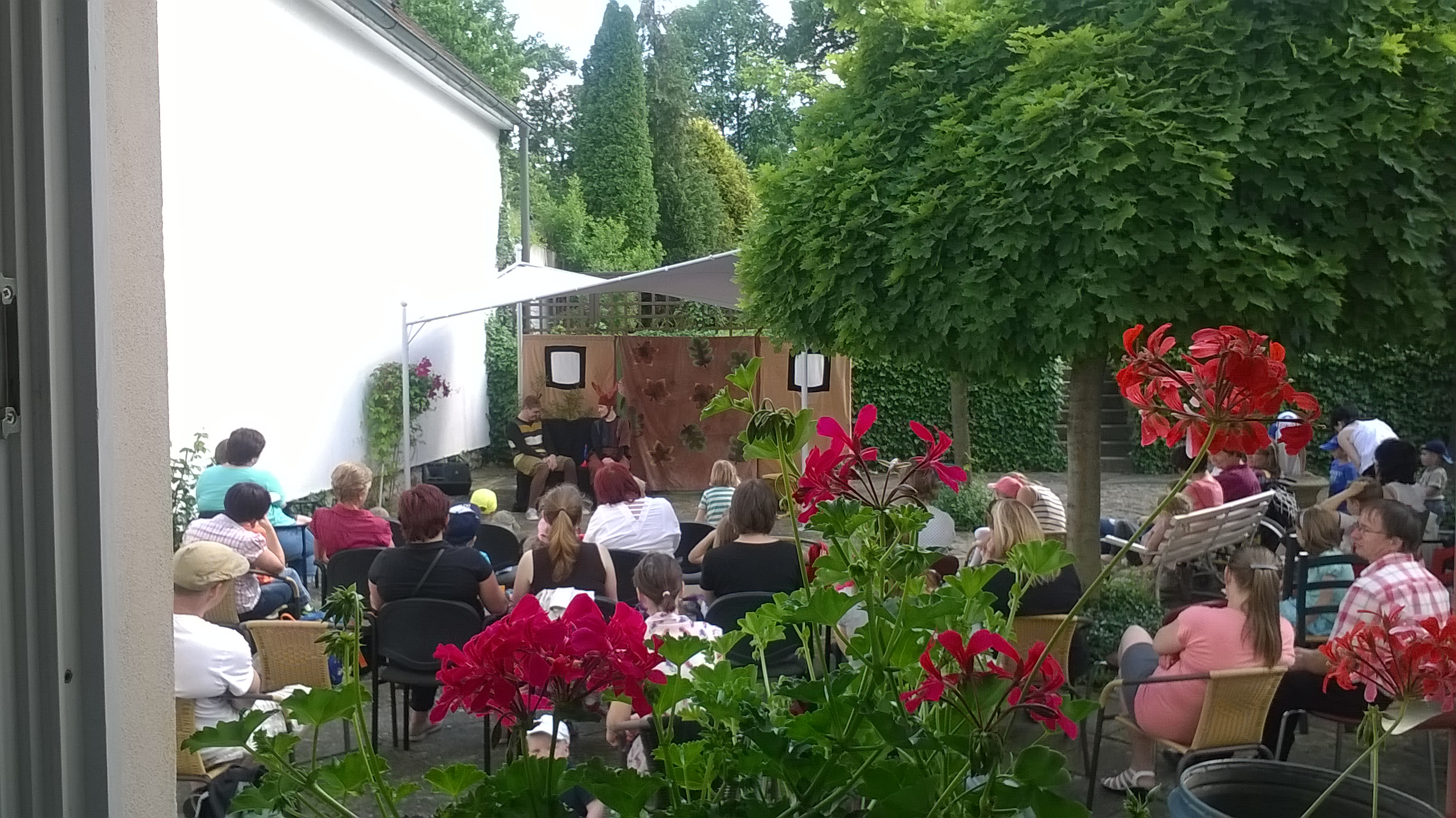
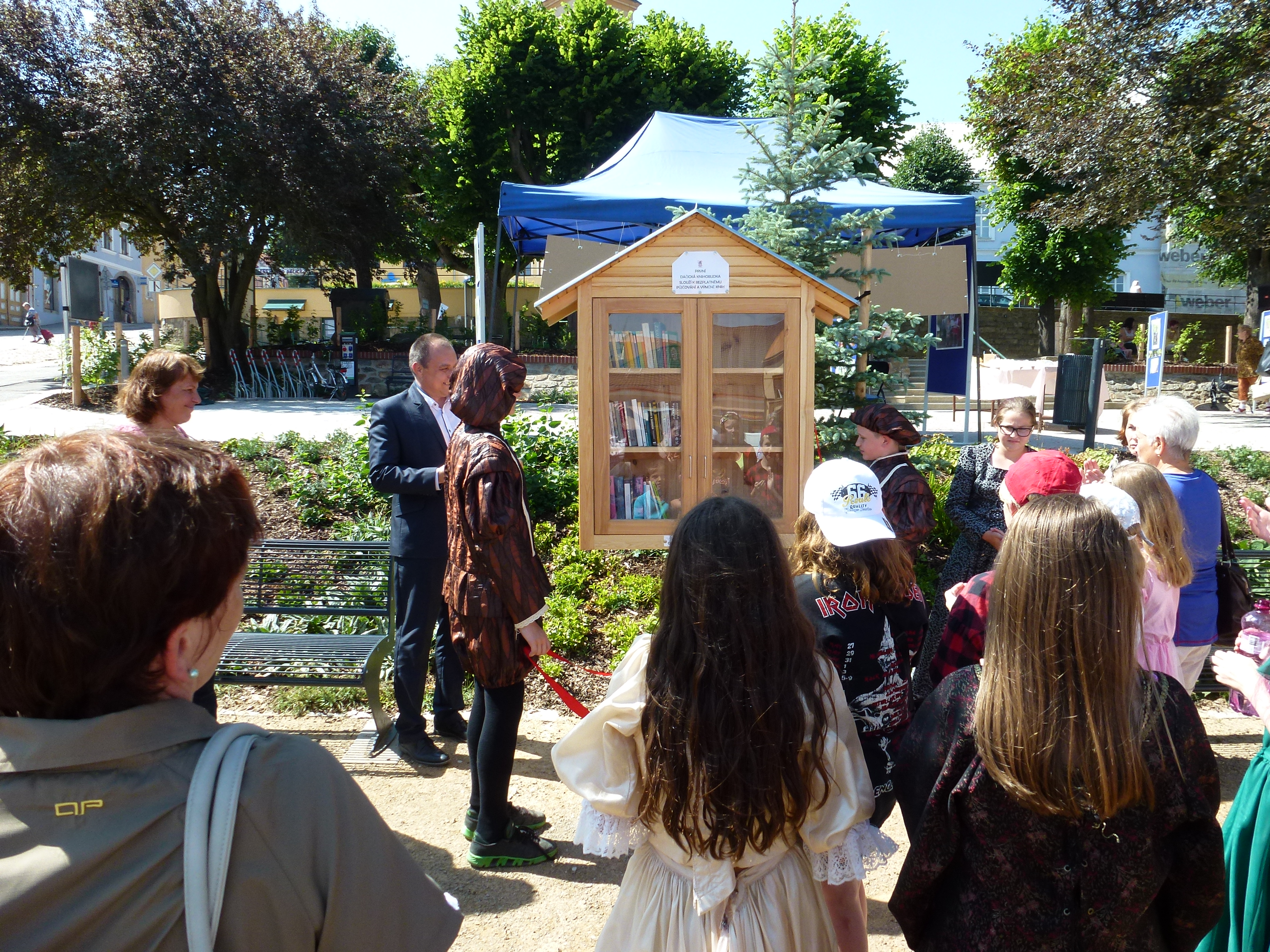
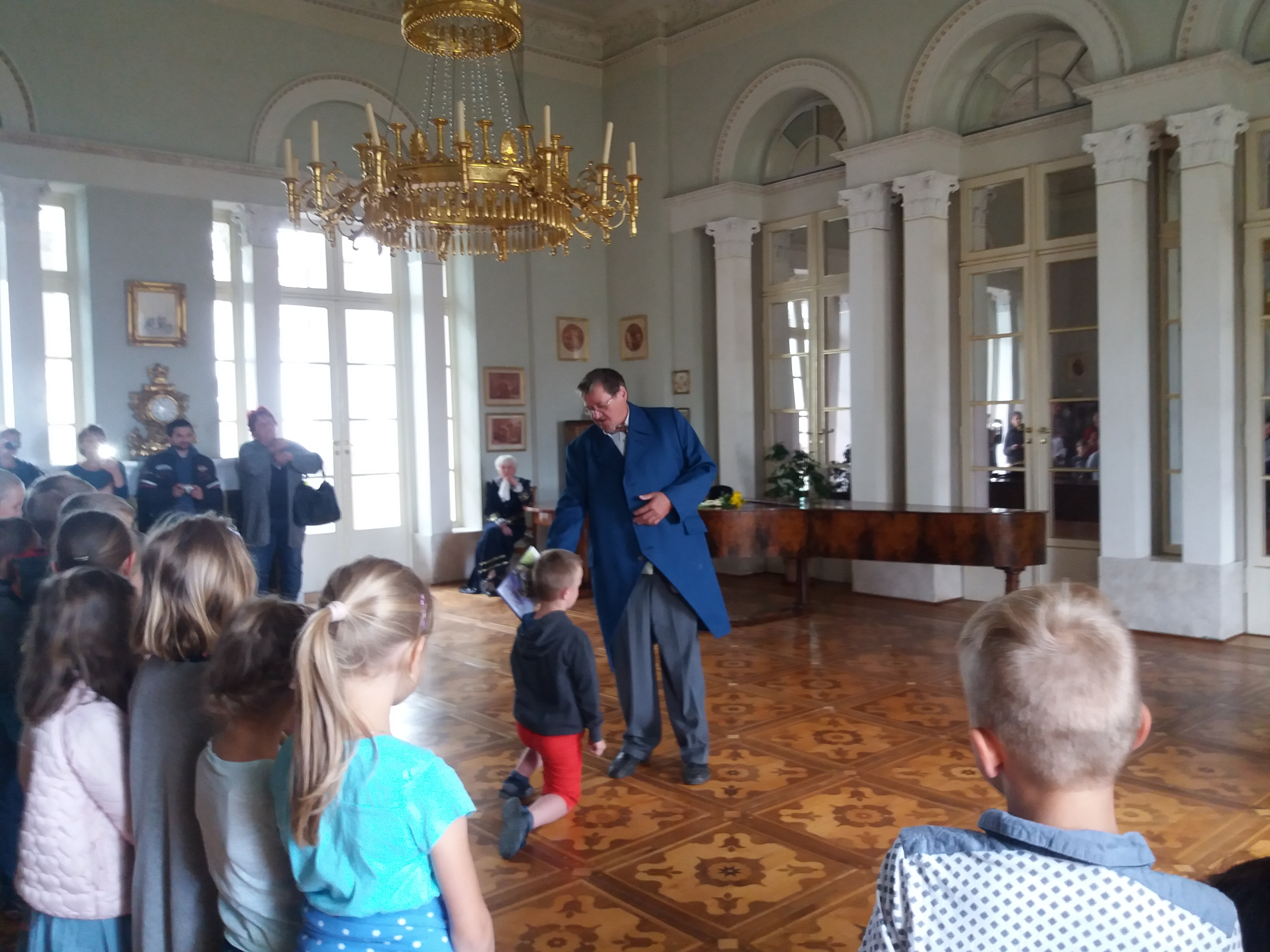
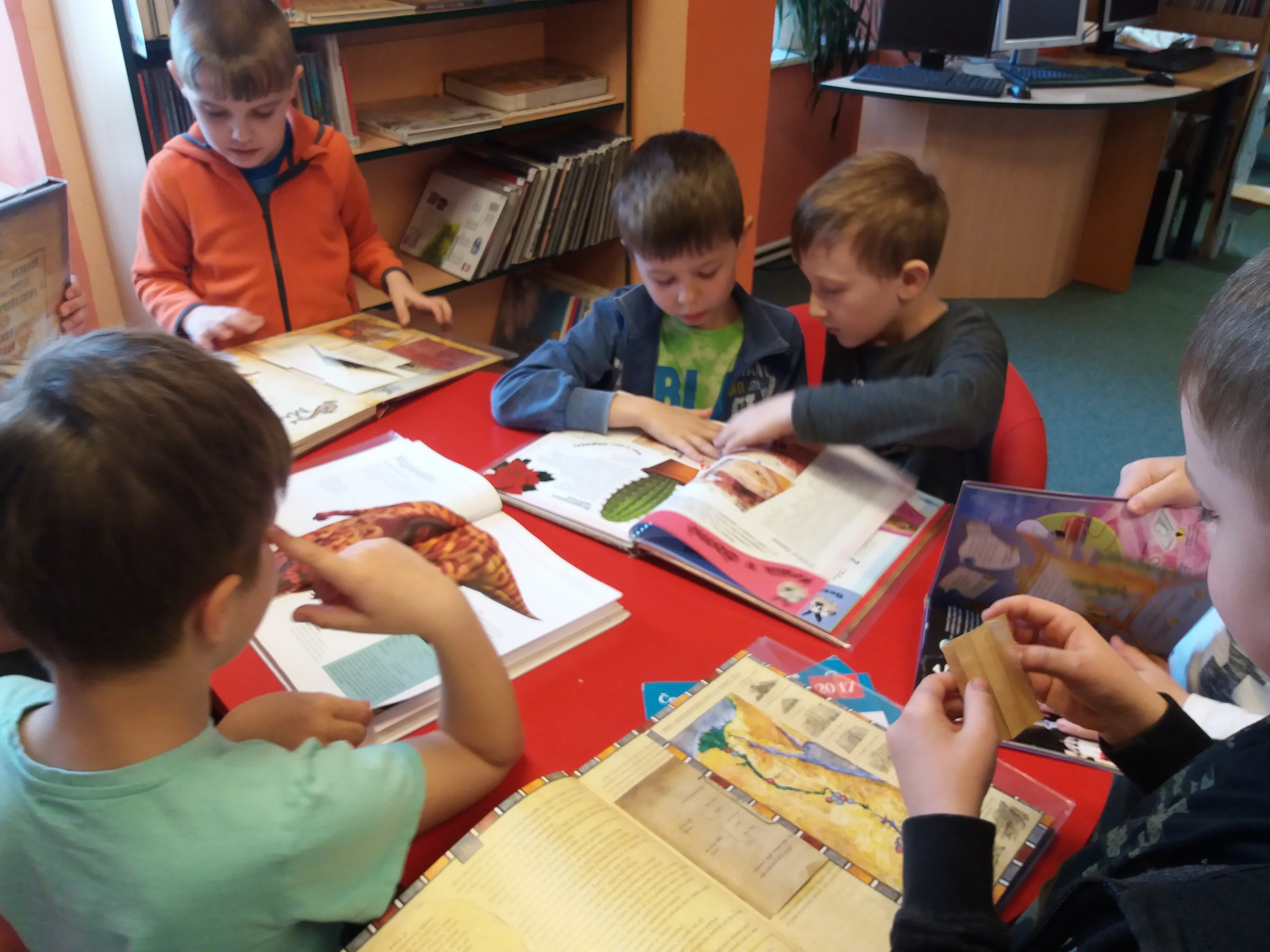